# Dionisij Kułaczkowski
Dionisij Kułaczkowski, czasem Denys Kułaczkowski (ukr. Діонісій lub Денис Кулачковський, pol. Dionizy Kułaczkowski, ur. 9 października 1840 w Romanowie, zm. 29 grudnia 1918 we Lwowie) – prawnik, polityk staroruski, poseł do Sejmu Krajowego Galicji i austriackiej Rady Państwa. 
Ukończył studia prawnicze na uniwersytecie we Lwowie (1862). Następnie pracował w administracji skarbowej, był praktykantem (1863-1869), koncypientem (1870-1874) i adiunktem (1874-1905) c.k. Prokuratorii Skarbu we Lwowie, w latach 1879-1892 kierownikiem jej ekspozytury w Krakowie. Członek moskalofilskiego Towarzystwa im. Mychajła Kaczkowskiego.
Był posłem na Sejm Krajowy Galicji IV kadencji (8 sierpnia 1877 - 21 października 1882) wybranym w kurii IV (gmin wiejskich) z okręgu nr 45 (Żółkiew-Kulików-Mosty Wielkie) oraz VI kadencji (10 października 1889 - 17 lutego 1894) wybranym w  IV kurii (gmin wiejskich) w okręgu wyborczym nr 4 (Bóbrka). W kadencji IV członek Klubu Ruskiego, w kadencji VI należał najpierw do Klubu Ruskiego w 1894 w Klubie partii staroruskiej. Był także posłem do austriackiej Rady Państwa VI kadencji (7 października 1879 - 23 kwietnia 1885), wybranym w kurii IV (gmin wiejskich) z okręgu wyborczego nr 16 (Kałusz-Wojniłów-Dolina-Bolechów,-Rożniatów-Bóbrka-Chodorów). Początkowo niezrzeszony, od 14 grudnia 1882 był członkiem klubu liberalnego Centrum.

## Rodzina
Urodził się w rodzinie greckokatolickiego duchownego, syn proboszcza w Romanowie, w pow. bóbreckim Michajło Kułaczkowskiego.